# DJ BoBo
DJ BoBo, pseudonimo di Peter René Baumann (Kölliken, 5 gennaio 1968), è un cantante, compositore, ballerino e produttore discografico svizzero.
DJ BoBo è uno dei pochi cantanti del periodo della cosiddetta musica Eurodance che fino ad oggi ha pubblicato con successo dischi a intervalli regolari. Per questo i suoi fan lo definiscono "King of Dance", sebbene negli ultimi tempi la sua musica sia influenzata da sonorità pop e rock. Lo stile di DJ BoBo è da considerarsi una mescolanza dei generi pop e dance.

## Carriera

### Gli inizi come DJ ed i primi singoli
Negli anni ottanta Peter René Baumann scoprì la sua passione per la musica e nel 1985 fu ingaggiato come disc jockey nella "Jugendhaus Tuchlaube" di Aarau. Lo pseudonimo "BoBo" era il suo tag da writer, nonché il suo soprannome: secondo una sua dichiarazione tale nome è un richiamo al personaggio dei fumetti "Bobo, il re dell'evasione". Già l'anno seguente si piazzò al secondo posto nel campionato svizzero di disc jockey. Un'altra sua passione era la break dance, che imparò in una discoteca dal suo attuale manager Oliver Imfeld.
Negli anni successivi divenne DJ professionista delle discoteche "Don Paco" di Wohlen (1986) e "Hazyland" (oggi "The Loft") di Lucerna (1990-1991). In questo periodo gli fu offerto di produrre il suo primo CD singolo. Nel 1989 apparve sul mercato il singolo I Love You: la voce femminile era della futura moderatrice televisiva svizzera Sandra Studer. Nel 1991 uscirono altre due canzoni, Ladies in the House e Let's Groove On. Nel frattempo DJ BoBo lavorava come Dj resident presso la discoteca "Oxa" di Zurigo ed ogni tanto faceva la sua comparsa in altre discoteche con le sue canzoni. Già da allora partecipavano alle serate come ballerini Kurt Burger ("Curtis") e Daniel Burkart ("Dani"), che ancora oggi fanno parte del corpo di ballo di DJ BoBo e collaborano alla progettazione delle tournée, Burger come coreografo e Burkart come responsabile della grafica e della scenografia.

### 1992-1994:Somebody Dance with Me
Il singolo successivo, Somebody Dance with Me, fu realizzato per la prima volta in uno studio di registrazione professionale, insieme al già allora famoso ingegnere del suono Axel Breitung, che ancora oggi collabora a scrivere e produrre canzoni. Già alla prima esecuzione, avvenuta nella discoteca "Oxa" nell'ottobre 1992, il brano ebbe un ottimo successo e si propagò per tutta la Svizzera. Il 10 gennaio 1993 la canzone entrò al 36º posto della hit parade ufficiale svizzera ed infine, il 14 marzo 1993, arrivò alla prima posizione. Le apparizioni di DJ BoBo, effettuate insieme a Curtis, a Dani ed alla cantante Emel Aykanat, in altre discoteche svizzere divennero numerose. La casa discografica tedesca "EAMS" portò infine la canzone anche in Germania, dove l'8 giugno 1993 entrò al numero 32 della hit parade. L'interesse nei confronti di DJ BoBo aumentò, per cui apparve spesso su riviste come "Bravo" o "Popcorn".
Nell'estate 1993 la casa discografica del cantante statunitense Rockwell intentò causa perché riteneva che il ritornello di Somebody Dance with Me fosse un plagio della canzone Somebody's Watching Me. Alla fine si pervenne ad un accordo stragiudiziale. Nell'autunno dello stesso anno uscì anche il primo album Dance with Me, che fu prodotto in circa 200 ore di lavoro con Axel Breitung; alla realizzazione presero parte anche Gutze Gautschi e Mark Wyss, dell'etichetta "Fresh Music". In questo album erano contenute anche le canzoni di successo Keep On Dancing!, Take Control e Everybody, una delle hit dell'estate 1994. Il tour "Mega Dance Festival" portò DJ BoBo in tutta la Germania insieme ad altre star della musica Eurodance come Haddaway o i Culture Beat. In occasione di questi concerti Baumann conobbe la sua attuale moglie, Nancy Rentzsch, che all'epoca era ancora la cantante di Haddaway e collaborava inoltre con il progetto musicale 3-o-matic.

### 1994-1996:There Is a PartyeJust for You
Già nell'autunno 1994 uscì il secondo album, There Is a Party, il cui primo singolo estratto era Let the Dream Come True; inoltre conteneva le hit Love Is All Around, There Is a Party e Freedom. Nell'autunno 1995 DJ BoBo viaggiò per la prima volta in Europa in tournée con un proprio spettacolo; i suoi concerti, effettuati in strutture da 2000-4000 posti, erano preceduti dall'esibizione dei Backstreet Boys, all'epoca ancora del tutto sconosciuti. Quasi in contemporanea con il tour, nell'autunno 1995 DJ BoBo pubblicò il terzo album, Just for You. Oltre ad alcuni remix dei suoi successi vi era anche la sua prima ballata, Love Is the Price, che fu pubblicato anche come singolo e venne presentato nel corso del programma televisivo Wetten, dass...? (la versione tedesca di Scommettiamo che...?).
Nel settembre 1996 il nome di DJ BoBo figurava nel programma di apertura dei concerti dell'"HIStory Tour" di Michael Jackson effettuati a Praga, Budapest, Bucarest, Mosca e Varsavia, concerti che ebbero luogo anche di fronte a 150000 spettatori.

### 1996-1999:World in MotioneMagic
Nell'ottobre 1996 DJ BoBo pubblicò il quarto album, World in Motion, che conteneva canzoni come Pray, Respect Yourself, It's My Life e Shadows in the Night (quest'ultima insieme alla Vienna Symphonic Orchestra Project). Vennero venduti 300 000 copie di quest'album con una copertina tridimensionale, realizzata con una speciale tecnica nel Museo Egizio di Berlino dal fotografo di Colonia Igor Tillmann, specializzato in immagini tridimensionali. A causa di divergenze sorte prima dell'uscita dell'album, DJ BoBo lasciò la "Fresh Music" e fondò una propria casa discografica, la "Yes Music". In seguito, Gutze Gautschi e Mark Wyss provarono a mettere in cattiva luce la sua carriera e il suo successo con diverse pubblicazioni (come la riedizione di Dance With Me o l'uscita del libro Die vergessenen Jahre).
Il tour "World in Motion" iniziò nell'autunno 1996 con al seguito 4 camion a rimorchio e 50 addetti; inoltre, nel programma d'apertura, era prevista l'esibizione di una boyband all'epoca sconosciuta, gli *NSYNC di Justin Timberlake. Poiché questa tournée si svolse in grandi strutture, il primo concerto in Svizzera ebbe luogo nello stadio coperto di Zurigo-Oerlikon. Dal 1982, anno di esibizione del gruppo hard rock svizzero dei Krokus, nessun cantante elvetico fu più in grado di far registrare il tutto esaurito nella struttura: DJ BoBo ci riuscì il 20 ottobre 1996 e da allora lo stadio coperto di Zurigo è tappa di ogni suo tour.
Il quinto album, Magic, uscì nell'aprile 1998 e conteneva i singoli Where Is Your Love e All Around the World. Seguì nell'autunno 1998 il tour "Magic", che aveva una scenografia simile ad un villaggio ed era allestita una passerella di 15 metri che conduceva tra gli spettatori. Sempre nello stesso periodo uscì il CD "Tour Edition" di Magic, che conteneva il nuovo singolo Celebrate. Nel marzo 1999 fu pubblicato il CD www.djbobo.ch - The Ultimate Megamix '99, che conteneva 20 canzoni mixate insieme. Nel giugno 1999 ebbe luogo una versione all'aperto del tour "Magic" in cinque località.

### 1999-2000:Level 6eMystasia
Ancora durante la tournée all'aperto si lavorava già al nuovo album, che uscì nei negozi nell'ottobre 1999 col titolo Level 6. I singoli estratti furono Together e la ballata Lies. Per la prima volta DJ BoBo collaborò con altri produttori: tre canzoni (Last Day of 1999, Best of My Life e Nightfly) furono registrate a Göteborg con Jonas Berggren degli Ace of Base. Secondo il volere della casa discografica, originariamente Nightfly avrebbe dovuto essere il singolo di apertura di Level 6, ma DJ BoBo pose il suo veto. Ciononostante Nightfly fu addirittura cancellata dalla lista tracce finale di Level 6 e fu pubblicata solo nel 2002 come bonus track dell'album Celebration. Il tour "Mystasia" partì nel dicembre 1999 e prevedeva tra l'altro cinque diversi scenari.

### 2001:Planet Colors
La preparazione di quest'album iniziò già nel maggio 2000, quando dal suo sito internet si chiedeva ai fans quale canzone di successo degli anni ottanta avrebbero voluto nel nuovo disco. La canzone scelta fu What a Feeling, che fu registrata insieme alla cantante originaria del brano, Irene Cara. Il pezzo fu presentato insieme alla stessa Irene Cara anche nel corso del programma televisivo "Wetten, dass...?".
L'album Planet Colors fu pubblicato nel febbraio 2001 e conteneva gli altri singoli Hard to Say I'm Sorry e Colors of Life. Il tour "Planet Colors", che prevedeva quattro diverse scenografie, portò di nuovo DJ BoBo nei più grandi strutture coperte della Germania e della Svizzera. Lo spettacolo conduceva lo spettatore da un'ambientazione cupa come un tempio ed un ambiente asiatico per poi finire con uno scenario multicolore. Nel programma di apertura vi erano artisti come i No Angels e Marque.

### 2002:Celebration
Poiché DJ BoBo cominciò la sua carriera ad alto livello nel 1992, nel 2002 era giunto il momento di festeggiare il decimo anniversario di permanenza sulle scene. Nell'album Celebration, oltre ad una cover dell'omonima canzone dei Kool & The Gang, erano contenuti brani di DJ BoBo parzialmente reinterpretate da cantanti come Melanie Thornton, Gölä, Emilia e gli ATC. Alcune canzoni come ad esempio Somebody Dance With Me e Pray furono pubblicate in "versione 2002". Lo spettacolo "Celebration" si tenne ai primi di aprile 2002 all'Arena di Oberhausen, in Germania; poiché vi erano stati invitati molti cantanti come ospiti, l'evento fu unico e non seguì alcuna tournée. Per il secondo concerto del 2002 fu effettuato un viaggio ad Ulan Bator, in Mongolia, dove DJ BoBo fu il primo artista occidentale a tenere un concerto presso il locale stadio centrale davanti a migliaia di spettatori. Sebbene DJ BoBo non avesse mai pubblicato lì alcun CD, la sua musica riuscì a penetrare in Mongolia grazie ai bootleg.

### 2002-2004:ChihuahuaeVisions

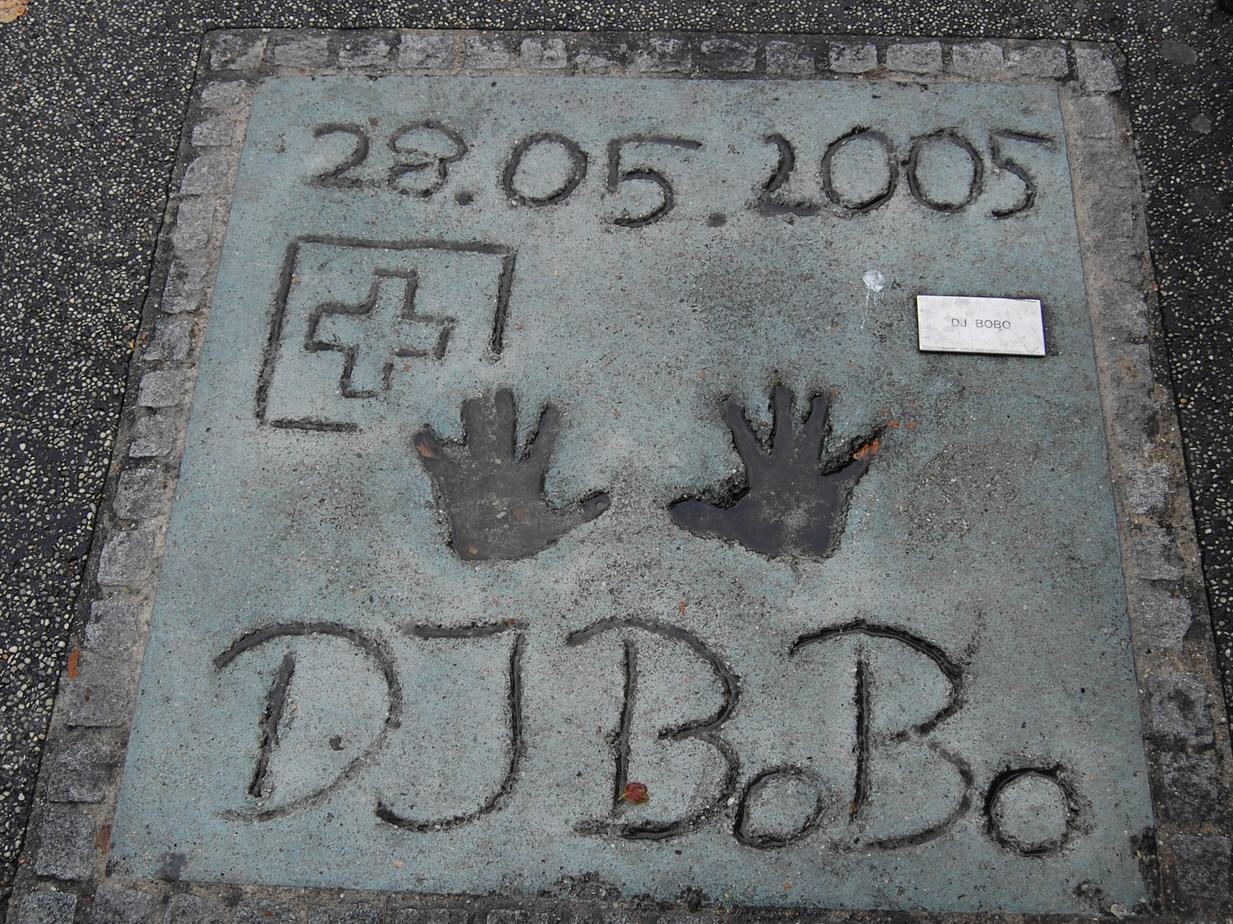
Impronte delle mani di DJ BoBo all'"Olympiapark" di Monaco di Baviera

La canzone Chihuahua, nata come richiesta di jingle per uno spot pubblicitario Coca Cola Spagna, divenne un grande successo nell'estate 2003. Era stata posta la condizione che la versione demo avrebbe dovuto essere prodotta in dieci giorni al massimo e inviata in Spagna in formato MP3. Senza ulteriori avvisi, la canzone fu inoltrata ad alcune radio e poche settimane dopo raggiunse il numero uno delle classifiche spagnola e messicana.
Mentre la canzone aveva successo in Spagna e Messico, si stava lavorando già al nuovo album Visions. Ai primi di gennaio 2003 uscì il primo singolo, I Believe, che era nell'album insieme a Let's Come Together (We Are Family) ed anche all'inno ufficiale dei Mondiali di sci alpino 2003 tenutisi a Sankt Moritz.
Il tour "Visions" iniziò nel maggio 2003 e prevedeva tre diversi scenari (da un tempio azteco a un'ambientazione "cartoon" per concludersi in un saloon futuristico). La novità della tournée era la band: per la prima volta la maggior parte delle musiche era eseguita dal vivo con veri strumenti (batteria, percussioni, tastiera, chitarra e basso); la voce femminile era ancora in playback, mentre le voci maschili erano eseguite dal vivo in ogni concerto già dalla fine degli anni novanta.
Come secondo singolo, Chihuahua fu pubblicato anche in Svizzera, e diventò numero uno delle vendite e la hit dell'estate 2003. Anche in Francia il brano divenne il jingle della Coca Cola, nonché la hit dell'estate 2003 e la canzone più venduta (750000 copie) per undici settimane. Chihuahua ebbe grande successo anche in Italia e nella Repubblica Ceca, dove arrivò in entrambe alla numero 2 delle classifiche. Nell'autunno 2003, il singolo uscì anche in Gran Bretagna e Irlanda, dove raggiunse rispettivamente la 36ª e l'11ª posizione. Inoltre la canzone fu pubblicata in Australia e Giappone.
In seguito al grande successo, in Svizzera uscì un singolo con un techno-remix, nonché un album intitolato Chihuahua, contenente i grandi successi estivi di DJ BoBo. Nell'autunno 2003 apparve il CD Live in Concert, il primo album live di DJ BoBo. Nel 2004 DJ BoBo si ritirò per lavorare al suo nuovo programma.

### 2005:Pirates of Dance
Già alla fine di novembre 2004 DJ BoBo preparò alcune nuove canzoni nonché la nuova scenografia in occasione di uno showcase a Engelberg; poiché il tema della tournée erano i pirati, il palco era una vera e propria nave pirata con quattro possibili scene: con i suoi 32 metri di lunghezza e 10 di larghezza la "nave" si addentrava nel pubblico.
L'album Pirates of Dance uscì nel febbraio 2005 e conteneva l'omonimo singolo, nonché Amazing Life.
Il tour Pirates of Dance iniziò nell'aprile 2005 e si effettuò in Svizzera, Germania e Polonia; due concerti si tennero anche in Francia a Disneyland Paris. Nel programma d'apertura c'erano Nicole da Silva ed i Virus Incorporation, che si esibivano anche durante lo spettacolo come gruppo acrobatico.

### 2006:Greatest Hits
Sebbene DJ BoBo avesse già pubblicato un CD di remix ed un disco celebrativo, nel febbraio 2006 decise di far uscire il suo primo Greatest Hits. Come singolo fu estratta la canzone Secrets of Love, registrata in coppia con Sandra; quest'ultima nel febbraio 2006 fu anche l'ospite d'onore del concerto di chiusura del tour "Pirates of Dance". Come evento speciale DJ BoBo organizzò a Engelberg per il 1º agosto 2006 (giorno della festa nazionale svizzera) uno spettacolo "Greatest Hits"; i biglietti per questo concerto venivano dati solo con l'acquisto del CD Greatest Hits: per questo venne definito il "concerto di ringraziamento". Al pubblico fu chiesto di venire al concerto vestiti di rosso nella parte superiore, perché il palco consisteva in una grande croce bianca: in tal modo insieme si formava naturalmente la bandiera svizzera.

### 2007: Eurovision Song Contest

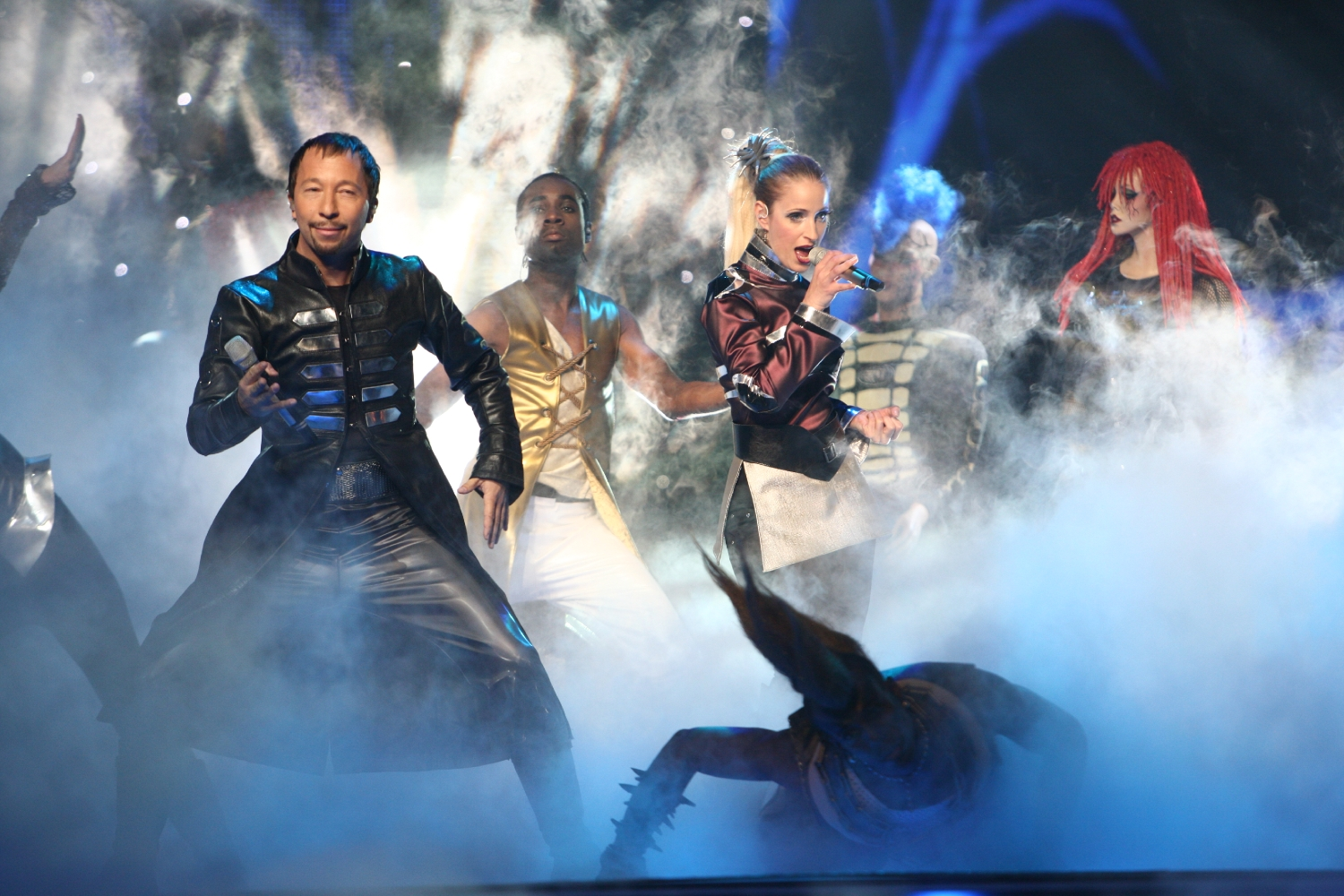
DJ BoBo all'Eurovision Song Contest 2007

In occasione di un'apparizione nella TV Svizzera avvenuta alla metà di ottobre 2006, DJ BoBo espresse l'intenzione di rappresentare la Svizzera all'Eurovision Song Contest 2007 di Helsinki, qualora gli svizzeri lo avessero voluto. Le votazioni sui siti internet dei giornali ed alle radio furono molto positive e DJ BoBo presentò una canzone alla giuria competente.
Alla metà di dicembre 2006 la giuria decise che DJ BoBo sarebbe stato il rappresentante della Svizzera all'Eurovision Song Contest 2007 con Vampires Are Alive. Il singolo uscì in Svizzera il 9 marzo 2007 e nel resto d'Europa il 20 aprile dello stesso anno, ma fu boicottato da alcune emittenti radiofoniche. L'Alleanza Evangelica chiese la modifica del testo o il ritiro della richiesta di partecipazione poiché la canzone costituirebbe "un pericolo per la gioventù minacciata di suicidio"; una petizione di cristiani preoccupati e dell'Unione Democratica Federale mirava a far ritirare la canzone: furono raccolte in totale 49083 firme; inoltre ci si appellò al Consiglio federale per la salvaguardia della pace pubblica. Ciò nonostante, il 25 marzo la canzone si piazzò al 3º posto della hit parade svizzera ufficiale. In risposta alla petizione, il Consiglio federale fece riferimento alla libertà d'opinione, all'autonomia della giuria selezionaltrice della TV Svizzera nonché alla libertà delle opere dell'ingegno, per cui la canzone non poteva essere ritirata.
Nonostante le grandi attese (una giuria britannica la metteva al secondo posto), DJ BoBo fu eliminato nella semifinale, classificandosi al 20º posto. DJ BoBo si espresse per la modifica del regolamento: "Il regolamento deve essere ripensato".

### 2008:Vampires
L'album Vampires uscì l'11 maggio 2007 e conteneva i singoli Vampires Are Alive, We Gotta Hold On e Because of You. Già alla fine di novembre 2007 DJ BoBo fece uno showcase del tour all'Europa-Park di Rust ed alla fine di aprile 2008 era in viaggio con la tournée "Vampires Are Alive". Il programma di apertura prevedeva i Room2012 e, in alcune città, i Magic Artists.
La prima parte del tour finì ad Erfurt il 29 maggio 2008 a causa del Campionato europeo di calcio. La seconda parte della tournée cominciò a Ginevra il 6 settembre 2008. Dal 25 ottobre al 2 novembre 2008 DJ BoBo apparve nell'ambito dell'Halloween Festival con le immagini più significative del concerto all'Europa-Park. L'ultimo concerto del tour "Vampires Are Alive" ebbe luogo ai primi di novembre 2008 a Berna, dove si festeggiò l'inaugurazione del PostFinance Arena e la chiusura del tour. Per questa tournée furono venduti più di 150000 biglietti.
Nell'aprile 2008 uscì il singolo Olé Olé, estratto dall'album Olé Olé - The Party. Il singolo, che non aveva un videoclip, arrivò fino al 12º posto della hit parade svizzera ed al 58º di quella tedesca.

### 2010:Fantasy
Alla fine di febbraio 2010 uscì l'album Fantasy, da cui è stato estratto il solo singolo Superstar. In quel periodo DJ BoBo e la sua band tenne alcuni concerti riservati a Spira, Lipsia, Berlino, Amburgo e Zurigo, durante i quali presentò il nuovo disco ad una cerchia ristretta di spettatori; altri concerti di questo tipo si tennero nel successivo mese di marzo a St. Anton e Monaco di Baviera.
Nell'estate 2010 prese il via il 12º tour di DJ BoBo, "Fantasy", che si svolse in Germania e Svizzera. L'anteprima si era tenuta il 27 ed il 28 novembre 2009 all'Europa-Park di Rust, dove era stato anche girato il videoclip del singolo. Al centro del palcoscenico, dalle dimensioni di 14,5 × 12,5 m, si trovava una gigantesca statua di Buddha con sei braccia. Per la prima volta, sul palco cantava dal vivo un'interprete femminile, Jane Bogaert.

## Vita privata
Peter René Baumann è cresciuto a Kölliken, nel Cantone Argovia solo con la madre, Ruth Baumann, poiché il padre Luigi Cipriano, tornò in Italia - suo Paese d'origine - ancor prima della sua nascita. Uno dei suoi hobby di gioventù, tra gli altri, era il calcio dov'è arrivato ad essere capitano della squadra. Da custode e manutentore del campo del FC Kölliken guadagnò i suoi primi soldi, che spese per serate in discoteca o per il suo motorino. Nel 1984 decise di intraprendere un apprendistato come panettiere e pasticcere, che concluse con successo.
Conobbe personalmente suo padre per la prima volta solo nel 2001; da allora si tengono regolarmente in contatto.
DJ BoBo vive nel Cantone Lucerna con la sua seconda moglie Nancy Rentzsch, che fa parte anche del suo team e che nel corso degli anni novanta ha cantato per il progetto musicale 3-o-matic. La coppia ha due figli.
Dall'ottobre 2006 DJ BoBo è ambasciatore del Programma Alimentare Mondiale delle Nazioni Unite e, nell'ambito di questo progetto, ai primi di aprile 2007 ha intrapreso il suo primo viaggio in Etiopia, mentre nell'ottobre 2009 è partito per il Kenya.

## Riconoscimenti
DJ BoBo ha ottenuto in tutto il mondo più di 260 dischi d'oro e 28 dischi di platino, ha piazzato 31 canzoni nelle hit parade ed è stato premiato dieci volte con il World Music Awards come "Artista svizzero che ha venduto più dischi al mondo".
Soprattutto alla metà degli anni novanta DJ BoBo vinse più volte il premio "BRAVO Otto" come "Miglior cantante" o "Miglior spettacolo"; nel 2002 venne insignito dell'"Ehren-Otto" ("Otto d'Onore") come miglior artista.
Nel 2006 ottenne un disco di diamante per aver venduto un milione di CD in Svizzera. Nel complesso ha venduto in tutto il mondo oltre 14 milioni di dischi.

## Spettacoli
Le tournée di DJ BoBo vengono allestite con molto scrupolo e necessitano di circa un anno per la progettazione. Vengono sempre effettuate con cadenza biennale. A partire dal tour "Visions" del 2003, un gruppo di musicisti dal vivo accompagna DJ BoBo nei suoi concerti. Attualmente la formazione è composta da Alex Vesper (batteria), Andreas Sigrist (chitarra), Pierangelo Crescenzio (basso) e Thomas J. Gyger (tastiere); ex membri del gruppo sono Phil Dankner (tastiere), Zlatko Perica (chitarra) e Hilko Schomerus (percussioni). Dal 1998 insieme a DJ BoBo cantava nei concerti dal vivo Anthony "Tone" Moriah; dopo la sua morte, avvenuta nel 2009, venne sostituito da Jane Bogaert, che già in precedenza si esibiva in alcuni concerti di DJ BoBo.

## Discografia

### Album
- 1993 – Dance with Me
- 1994 – There Is a Party
- 1995 – Just for You
- 1996 – World in Motion
- 1998 – Magic
- 1999 – The Ultimate Megamix '99
- 1999 – Level 6
- 2001 – Planet Colors
- 2002 – Celebration
- 2003 – Visions
- 2003 – Chihuahua
- 2003 – Live in Concerto
- 2005 – Pirates of Dance
- 2006 – Greatest Hits
- 2008 – Vampires
- 2008 – Olé Olé - The Party
- 2010 – Fantasy
- 2011 – Unite for Swiss
- 2011 – Dancing Las Vegas
- 2013 – Reloaded
- 2014 – Circus
- 2016 – Mystorial
- 2018 – Kaleidoluna
- 2021 – Greatest Hits - New Versions
- 2022 – Evolut30n

### Singoli
- 1989 – I Love You
- 1991 – Ladies in the House
- 1991 – Let's Groove On
- 1992 – Somebody Dance With Me
- 1993 – Keep on Dancing
- 1994 – Take Control
- 1994 – Everybody
- 1994 – Let the Dream Come True
- 1995 – Love Is All Around
- 1995 – There Is a Party
- 1995 – Freedom
- 1996 – Love Is the Price
- 1996 – Pray
- 1996 – Respect Yourself
- 1997 – It's My Life
- 1997 – Shadows of the Night (con la Vienna Symphonic Orchestra Project)
- 1998 – Where Is Your Love
- 1998 – Around the World
- 1998 – Celebrate
- 1999 – Together
- 1999 – Lies
- 2001 – What a Feeling (con Irene Cara)
- 2001 – Hard to Say I'm Sorry
- 2001 – Way to Your Heart
- 2001 – Colors of Life
- 2002 – Celebration
- 2003 – I Believe
- 2003 – Chihuahua
- 2003 – One Vision One World
- 2005 – Pirates of Dance
- 2005 – Amazing Life
- 2006 – Secrets of Love (con Sandra)
- 2007 – Vampires Are Alive
- 2007 – We gotta Hold On
- 2007 – Because of You
- 2008 – Olé Olé
- 2010 – Superstar
- 2013 – DJ BoBo Feat. Manu-L -SOMEBODY DANCE WITH ME - Remady 2013 Mix

## Videografia
- Das Live Video (1994)
- Live on Stage (1995)
- World in Motion (1997)
- Magic - The Show (1998)
- Mystasia (1999)
- The Videos & Making of (2000)
- Planet Colors - The Show (2001)
- Celebration - The 10th Anniversary Show (2002)
- Visions - Live in Concert (2003)
- Remember Hazyland (2003)
- Pirates of Dance - The Show (2005)
- Greatest Hits (2006)
- Vampires Alive - Making the Show (2008)
- Vampires Alive - The Show (2008)
- Fantasy - Making the Show (2010)
- Fantasy - The Show (2010)

Pubblicati con la propria casa editrice
- Specials Volume 1 (2006)
- The Videos & Making of Part 2 (2006)

## Libri
- DJ BoBo - Gestatten, René Baumann (2000, biografia ufficiale)
- DJ BoBo - Die vergessenen Jahre (pubblicato dai produttori del primo album)
- DJ BoBo - Der Star mit der Mega-Power
- DJ BoBo - Magic Moments ("EarBook" con 4 CD/DVD)

## Film e spettacoli televisivi
- Handyman (Svizzera 2006): DJ BoBo si presenta al casting di Be a Star come "René Baumann dall'Argovia" e canta la sua canzone There Is a Party; tuttavia viene scartato
- Nel film Beverly Hills Chihuahua fa il suo debutto come doppiatore in lingua tedesca: presta la sua voce al chihuahua Montezuma
- Nell'estate 2009 DJ BoBo presenta il suo programma televisivo "Germany's Next Showstars" su Pro7. Nella giuria, oltre a DJ BoBo, siedono anche Verona Pooth ed Elton. La sigla d'apertura è Take Me to the Top di DJ BoBo.

## Varie
Nel settore dedicato alla Svizzera del "Miniatur-Wunderlands" di Amburgo è stato ricostruito un concerto del tour "Vampires Are Alive" in scala ridotta.